# Rayo Estelar (cómic)
Rayo Estelar (a veces conocido como Rayo) es un personaje ficticio, un miembro de la Guardia Imperial Shi'ar, y apareció por primera vez en Uncanny X-Men #107. Él actúa como un guardián de la ley del Imperio Shi'ar y es parte de la guardia real.

## Biografía del personaje ficticio
Rayo Estelar es un guerrero sirviendo en la Élite Real de la Guardia Imperial Shi'ar, un grupo multiétnico de seres extraterrestres súper poderosos que actúan como agentes de las leyes del Imperio Shi'ar. Parte de la división de la Guardia Imperial conocida como los Superguardianes, Rayo Estelar estuvo entre los primeros de la Guardia Imperial enfrentados por el equipo de aventureros superhumanos mutantes conocidos como la Patrulla X que trataban de rescatar a la Princesa-Majestrix Lilandra de su hermano loco, el entonces Majestor D'ken. Siguiendo las órdenes de su emperador, la Guardia se enfrentó con la Patrulla X en un planeta sin nombre del Imperio Shi'ar y estaba a punto de ganar cuando la banda de saqueadores interestelares conocidos como Saqueadores Estelares llegaron para cambiar el curso de la batalla a favor de la Patrulla X. Durante el enfrentamiento, Rayo Estelar se enfureció cuando vio al feroz Hombre X Lobezno atacando a su compañera y luego amante Oráculo. Después que Rayo Estelar lo frio, Lobezno rápidamente sacó a los dos amantes de la lucha golpeándolos el uno con el otro.
Rayo Estelar fue también uno de los ocho miembros de la Guardia elegido para combatir a la Patrulla X en un juicio por combatir por el destino de Fénix, una fuerza primordial del cosmos que había asumido la forma de la hombre X Jean Grey.
Poco después, Rayo Estelar fue uno de los pocos miembros de la Guardia Imperial que se oponían al traicionero miembro del Alto Consejo Shi'ar, Lord Samédàr que estaba ayudando a un intento de golpe del trono Shi'ar por Ave de Muerte. Incluso después de que muchos de la Guardia decidieron aliarse con Samédàr, Rayo Estelar se mantuvo firme en su lealtad a la entonces Emperatriz Lilandra. Estos miembros de la Guardia Imperial fueron en una misión para encontrar a Lilandra, y se unieron a Rondador Nocturno y Kitty Pryde en la lucha contra los Guardias Imperiales renegados de Samédàr. Rayo Estelar fue capturado, pero fue liberado a la orden de Lilandra.
Más tarde, después de que la ex-exiliada Ave de Muerte había usurpado el trono Shi'ar, Rayo Estelar fue uno de los miembros de la Guardia Imperial que se enfrentaron con el equipo británico de aventureros disfrazados conocido como Excalibur y los Saqueadores Estelares sobre el destino de la entonces portadora de la fuerza cósmica Fénix, la alternativa hija futura de Jean Grey llamada Rachel Summers.
Mucho más tarde, la teletransportadora intergaláctica Lila Cheney transportó a la Patrulla X al Imperio Shi'ar a instancias de la entonces Emperatriz Ave de Muerte. En nombre de Ave de Muerte, Rayo Estelar y los Guardias Imperiales lucharon contra la Patrulla X y los Saqueadores Estelares, pero la Patrulla X había llegado en el espacio Shi'ar justo a tiempo para ver a Lilandra recuperar su trono. No todo era como parecía, sin embargo, como en realidad un grupo de Warskrulls, usando tecnología para permitirles duplicar superpoderes, habían capturado y suplantado al fundador de la Patrulla X, el telépata Profesor Charles Xavier, usando su telepatía para controlar a Lilandra y la Guardia Imperial, incluyendo a Rayo Estelar. Después de que el engaño fue descubierto por la Patrulla X y todos los impostores Warskrull fueron expuestos, Lilandra estableció asuntos con Ave de Muerte, descubriendo que su hermana no quería más el trono.
Durante la guerra entre los imperios Shi'ar y Kree, Rayo Estelar fue parte de un pequeño equipo de soldados de la Guardia que fueron acusados de impedir que el miembro del equipo de seres super-poderosos de la Tierra conocidos como Los Vengadores llamado Quasar de recuperar las legendarios Nega-Bandas del guerrero Kree Capitán Marvel, que habían sido robadas. Rayo Estelar enfrentó a Quasar y Ella en el espacio durante la Guerra Kree-Shi'ar, aunque Rayo Estelar fue derrotado y capturado por Quasar.
Posteriormente, Rayo Estelar fue uno de los miembros de la Guardia Imperial que defendieron a Lilandra contra un intento de asesinato por el Kree Ronan el Acusador y sus agentes renuentes, la familia real de la raza terrestre conocida como los Inhumanos. Él sobrevivió a la batalla de la Guardia Imperial con Vulcan.
Él era uno de la vista seleccionada para explorar "la Culpa", pero fue asesinado por una criatura en la Culpa en "El Reino de los Reyes".

## Poderes y habilidades
Rayo Estelar es un alienígena cuyo cuerpo entero está compuesto de una forma desconocida de ultra-energía que se asemeja al fuego, y cuya cabeza está constantemente envuelta en una columna de la misma energía desconocida. Como resultado, Rayo Estelar es capaz de canalizar esta energía para producir calor y luz, semejante a las llamas de todas las porciones de su cuerpo sin dañarse a sí mismo. Él puede disparar rayos poderosos de esta energía de fuerza concusiva de sus manos. Tiene la capacidad para generar plasma, que puede ser mentalmente controlado por él. La temperatura del plasma varía de 200 grados a más de 1.000.000 de grados. Rayo Estelar no puede ser herido por fuego, plasma, calor o radiación, y puede sobrevivir desprotegido en el vacío del espacio exterior. Usando fuego y las corrientes de aire con su capacidad de auto-levitaciones, puede volar a velocidades súper sónicas (600 a 1,000 mph). Las "llamas" de Rayo Estelar no requieren la presencia de oxígeno, y pueden existir en el vacío del espacio.

## Otros medios

### Televisión
- En la X-Men: la serie animada, Rayo Estelar aparece en La Saga Fénix y La Saga Fénix Oscuro junto al resto de la Guardia Imperial.

### Videojuegos
- Rayo Estelar apareció como un jefe en el videojuego Marvel: Ultimate Alliance, con la voz de Beau Weaver. Él ayuda a Ave de Muerte a organizar un golpe de Estado contra Lilandra y lucha contra los héroes junto a Estrella de Guerra.

## Inspiración
Varios de los miembros de la Guardia Imperial están al menos parcialmente basados en miembros del equipo de DC Comics, Legión de Super-Héroes. (Dave Cockrum, cocreador de la Guardia, también tuvo una larga carrera como artista en la Legión.) Rayo Estelar parece ser un homenaje al miembro Sun Boy.